# The Story of Three Loves
The Story of Three Loves is een Amerikaanse muziekfilm uit 1953 onder regie van Vincente Minnelli en Gottfried Reinhardt. Destijds werd de film in Nederland uitgebracht onder de titel Drie liefdes.

## Verhaal
De film bestaat uit drie verhalen die spelen op een oceaanlijner. In het eerste segment wordt aan een choreograaf gevraagd waarom hij zijn balletvoorstelling maar één keer opvoerde. Het tweede segment handelt over een Frans au pairmeisje. In het derde segment heeft een trapezeacrobaat gevoelens van schuld.

## Rolverdeling
| Acteur           | Personage                   |
| ---------------- | --------------------------- |
| Pier Angeli      | Nina Burkhardt              |
| Ethel Barrymore  | Hazel Pennicott             |
| Leslie Caron     | Mademoiselle                |
| Kirk Douglas     | Pierre Narval               |
| Farley Granger   | Thomas Clayton Campbell jr. |
| James Mason      | Charles Coutray             |
| Moira Shearer    | Paula Woodward              |
| Agnes Moorehead  | Tante Lydia                 |
| Ricky Nelson     | Tommy                       |
| Zsa Zsa Gábor    | Meisje in de bar            |
| Richard Anderson | Marcel                      |

## Prijzen en nominaties
| Jaar | Prijs  | Categorie              | Genomineerde(n) | Uitslag     |
| ---- | ------ | ---------------------- | --- | ----------- |
| 1953 | Oscars | Beste productieontwerp | Cedric Gibbons E. Preston Ames Edward C. Carfagno Gabriel Scognamillo Edwin B. Willis F. Keogh Gleason Arthur Krams Jack D. Moore | Genomineerd |